# Éva Rakusz
Éva Rakusz, född den 13 maj 1961 i Miskolc, Ungern, är en ungersk kanotist.
Hon tog OS-brons i K-2 500 meter i samband med de olympiska kanottävlingarna 1980 i Moskva.
Hon tog därefter OS-silver i K-4 500 meter i samband med de olympiska kanottävlingarna 1988 i Seoul.